# Андре Масон
Андре-Еме-Рене Масон (фр. André-Aimé-René Masson), познатији као Андре Масон (4. јануар 1896 – 28. октобар 1987), био је француски сликар.

## Биографија
Масон је рођен у Француској, али је одрастао у Белгији. Студије уметности започео је са 11 година у Бриселу, на Académie Royale des Beaux-Arts, под вођством Константа Монталда, а касније је студирао у Паризу.
Учествовао је и у Првом светском рату, где је био тешко рањен.

## Стваралаштво
Своју каријеру започео је као кубист, да би, се након суделовања у Првом светском рату, окренуо надреализму. Масон је био један од највећих ентузијазиста аутоматског цртежа, чинећи низ аутоматских радова оловком и мастилом. Често је сликао намерно се изгладњујући и конзумирајући дроге, сматрајући да ће у таквом стању бити лишен „рационалне контроле“ и ближи својој скривеној подсвести.
Од 1926. године је почео да експериментише бацањем песка и лепка на платно и правио је уљане слике базиране на облик који формирају. Док краја 20-их, међутим, он схвата да је аутоматско цртање прилично ограничавајуће, тако да напушта надреалистички покрет и окреће се структуриранијем стилу, често стварајући радове са насилним и еротским темама. У то време насликао је и велики број слика које су биле тематски повезане са Шпанским грађанским ратом.
Под немачком окупацијом Француске током Другог светског рата његов рад је био осуђен од стране нациста као дегенерисан. Уз помоћ америчког журналисте, Варијана Фраја, Масон је побегао од нацистичког режима на француско острво Мартиник, одакле је отишао у САД. По одласку у Њујорк, царинска инспекција је пронашла у Масоновом пртљагу залихе његових радова. Осудивши их за порнографију, уништили су их пред уметниковим очима. За време живота у Њу Престону, Конектикат, његов рад је постао веома утицајан на америчке апстрактне експресионисте, као што је Џексон Полок. Након рата вратио се у француску и настанио се у Екс ан Прованс, где је насликао велики број пејзажа.
Масон је насликао корице првог издања дела Acéphale, Жоржа Батаја, из 1936, а учествовао је и у свим осталим издањима све до 1939. Његов полубрат, психоаналитичар Жак Лакан, био је последљи приватни власник провокативне слике Постанак света (L'Origine du monde) Гистава Курбеа; Лакан је тражио од Масона да наслика надреалистичку варијанту.

## Породица
Његов син Дијего Масон (рођен 1935) је диригент, композитор и бубњар, док је други син, Луис, глумац. Његова ћерка Лили Масон (рођена 1920) је сликарка.